# René Teuteberg
René Teuteberg (* 5. Februar 1914 in Basel; † 12. Februar 2006 ebenda) war ein Schweizer Historiker.

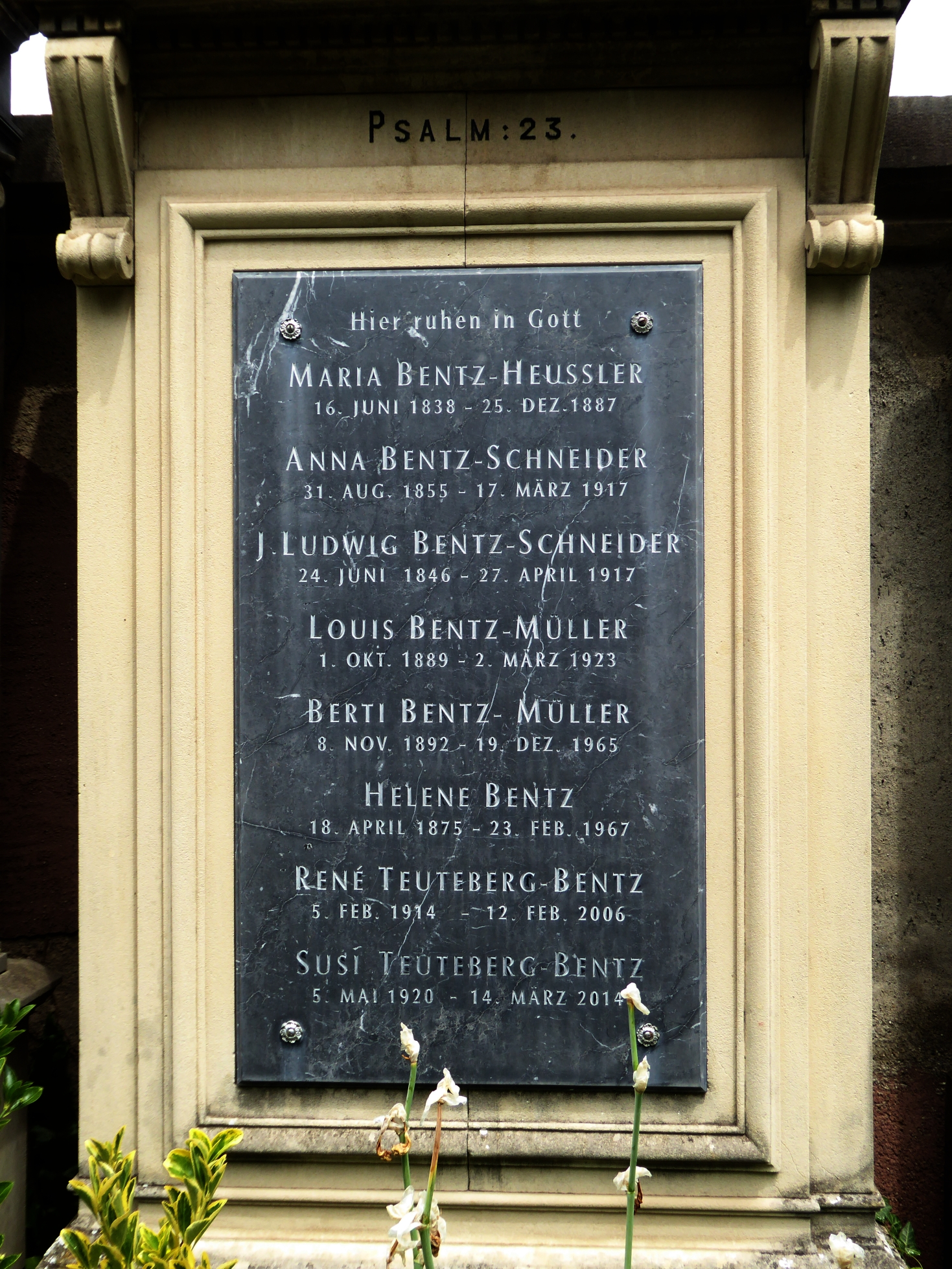
Grab auf dem Wolfgottesacker in Basel.

## Leben
René Teuteberg, Sohn eines Wirts, besuchte die Schulen in Basel und Schiers. Anschliessend studierte er Geschichte an der Universität Basel, wo er 1945 zum Dr. phil. promoviert wurde. Danach wirkte er als Mittelschullehrer an der Mädchenoberschule Basel (seit 1971 Diplommittelschule). Teuteberg verfasste zahlreiche Publikationen zur Basler Geschichte, darunter eine populärwissenschaftliche Überblicksdarstellung, und führte zu diesem Themenbereich regelmässig Volkshochschulkurse durch. Er schrieb auch den Text zu sechs historischen Hörspielen für das Schweizer Radio.
René Teuteberg war mit Susi, geborene Bentz (1920–2014), verheiratet. Seine letzte Ruhestätte fand er auf dem Wolfgottesacker in Basel.

## Schriften (Auswahl)
- Prosper de Barante (1782–1866): Ein romantischer Historiker des französischen Liberalismus, Basel 1945 (Dissertation).
- Berühmte Basler und ihre Zeit. Sieben Biographien – ein Volkshochschulkurs an der Universität Basel im Wintersemester 1976, Basel 1976
- Basler Geschichte, Basel 1986 (2. Aufl. 1988).
- Das Kloster St. Alban und die Vorstadtgesellschaft zum hohen Dolder, Basel 1992.
- Wer war Jacob Burckhardt? Basel 1997.
- Mitautor: Albert Oeri – 1875 bis 1950. Journalist und Politiker aus Berufung, Basel 2002.